# رود برمه خو
 رود برمه خو  (به اسپانیایی Rio Bermejo) رودی در آمریکای جنوبی و به طول ۱۴۵۰ کیلومتر است که از رشته کوه‌های سیررا دسانتا ویکتوریا در نزدیکی شهر تاریخا ی بولیوی و ایالت هوخوس آرژانتین سرچشمه می‌گیرد. این رود پس از تشکیل، به سمت جنوب شرق روان می‌شود. سه شاخه مهم سرچشمه این رود عبارتند از: رود لیپئو، رود ایرویا و رود سان فرانسیسکو. رود برمه خو به علت عمق کم قابل کشتی رانی نیست.
در نزدیکی مدار راس الجدی، رود به دو شاخه جنوبی و شمالی تقسیم می‌شود: شاخه جنوبی، برمه خیتو (برمه خوی کوچک) نام دارد که پس از پیمودن مناطق پرپیچ و خم و اغلب خشک از ایالت چاکو می‌گذرد. شاخه شمالی، تئوکو (برمه خوی نو) نام دارد که مرز بین ایالت‌های چاکو و فورموزا را پدید می‌آورد و سرانجام به رود پاراگوئه می‌پیوندد.
این رود در مسیر خود، رسوبات قرمزرنگی را حمل می‌کند و نیز توده‌های بی نظمی را به وجود می‌آورد که گاهی موجب تغییر جریان می‌شود.

## نام‌های دیگر
این رود در زبان گوارانی، یپیتا (ypita) و در زبان بومی، تئوکو نام دارد. این رود را نباید با برمه خو، نام دیگر رود دساگوادرو (در بخش‌هایی از مسیرش) یکی دانست.

## منبع
- ویکی‌پدیای انگلیسی